# Napocheima robiniae
Napocheima robiniae là một loài bướm đêm trong họ Geometridae.